# Малоглазая чёрная кошачья акула
Малоглазая чёрная кошачья акула (лат. Apristurus microps) — один из видов рода чёрных кошачьих акул (Apristurus), семейство кошачьих акул (Scyliorhinidae).

## Ареал
Это глубоководный вид, обитающий в северо-восточной Атлантике между Шотландией и Исландией, в юго-восточной Атлантике от реки Оранжевой до Игольного мыса на глубине 700—2200 м, чаще всего на 800 м, на дне или на континентальном склоне. Молодые рыбы, вероятно, держатся на меньшей глубине.

## Описание
У этой акулы коренастое плотное тело и маленькие глаза, морда длинная и широкая с длинными губными бороздами. Грудные плавники очень короткие. Окрас ровный чёрный или коричневый, отметины отсутствуют.

## Биология
Половая зрелость наступает при длине 50 см. Максимальный зафиксированный размер 61 см у самцов и 54 см у самок. Рацион состоит из ракообразных, кальмаров и маленьких рыб. Размножается, откладывая яйца, заключенные в твёрдую капсулу.

## Взаимодействие с человеком
Международный союз охраны природы присвоил этому виду статус сохранности «Вызывающий наименьшие опасения».